# Mack Sennett
Pour les articles homonymes, voir Sennett.
Michael Sinnott, dit Mack Sennett, né le 17 janvier 1880 à Danville au Québec et mort le 5 novembre 1960 à Woodland Hills en Californie, est un acteur et cinéaste d'origine canadienne naturalisé américain en 1932. Surnommé de son vivant le « roi de la comédie », il est l'un des réalisateurs les plus importants du cinéma muet américain et a révélé des acteurs comme Charlie Chaplin, Fatty Arbuckle ou encore Harry Langdon.
Il débute au cinéma à la Biograph Company de New York, puis ouvre en 1912 les studios Keystone à Edendale (en) en Californie qui possèdent le premier plateau de cinéma entièrement clos. Il devient ensuite célèbre pour ses comédies slapstick dans lesquelles sont tourné en dérision les fameux « Keystone Cops ». Il produit également de courts longs métrages où sont présentes ses « Bathing Beauties », des jeunes filles en maillots de bain qui n'ont d'autres fonctions que de se pavaner à l'écran et dont beaucoup réussiront une carrière d'actrice par la suite,.
Après avoir lutté en permanence pour éviter la faillite et contre la domination des films sonores au début des années 1930, Sennett reçoit un Oscar d'honneur en 1938 « pour sa contribution durable aux techniques de comédie à l'écran, avec des principes de base qui sont aujourd'hui aussi importants que quand ils ont été mis en pratique la première fois, l'académie remet un prix spécial à ce maître de l'amusement, découvreurs de stars, compatissant, aimable et génie compréhensif de la comédie ».

## Biographie

### Famille et enfance
Michael Sinnott est le petit-fils d'immigrants irlandais. Son père John Sinnott est né le 17 mai 1852 à Tingwick, au Québec. John Sinnott est cultivateur à Danville sur la terre de son père Michael Sinnott avant son mariage avec Catherine Foy à Tingwick en 1879 puis, après s'être établi dans la paroisse Sainte-Bibiane à Richmond la même année, il est journalier à Richmond à la naissance de son fils Michael Sinnott en 1880 puis, à compter de 1883, aubergiste-hôtelier à Richmond dans les Cantons de l'Est au Québec. Toute la famille habite dans le Canton de Melbourne jusqu'en 1887 puis s'établit au Lac-Mégantic en 1887 où John Sinnott exerce à la fois le métier de charpentier et celui d'aubergiste. Toute la famille émigre ensuite aux États-Unis en 1894. Michael Sinnott est alors âgé de 14 ans.

### Carrière

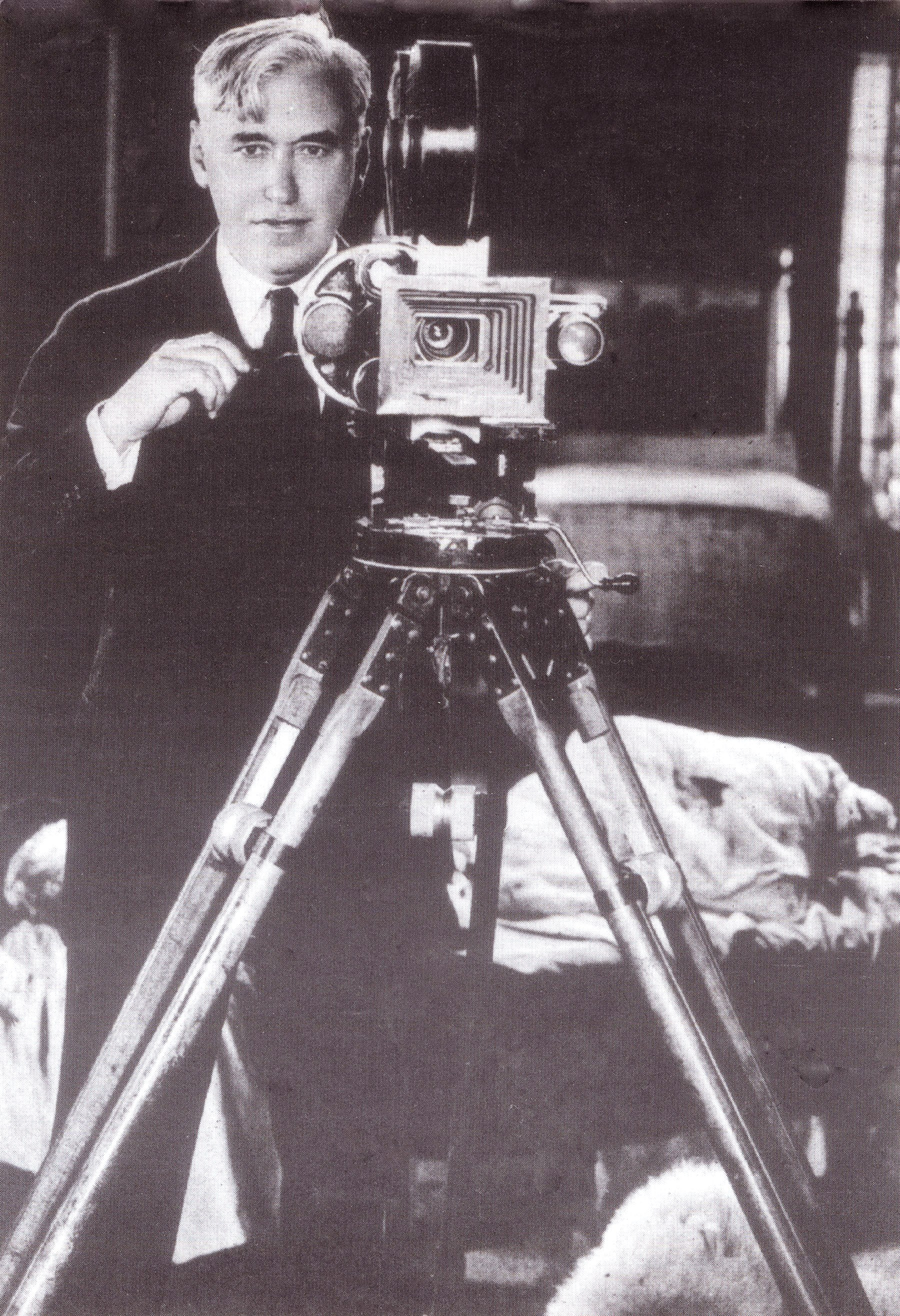
Mack Sennett en 1918.

Michael Sinnott habite à Southampton au Massachusetts, lors du recensement américain de 1900, puis il s'installe à Hollywood Californie en 1920. Après un emploi dans une usine de sidérurgie, un emploi d'entraineur de boxe et des essais comme chanteur, Michael Sinnott se fait engager en 1908 par l'American Mutoscope and Biograph Company, où il débute comme acteur. Comme il s'intéresse à la mise en scène, D. W. Griffith lui confie rapidement la réalisation des comédies au sein de la compagnie.
En 1912, Mack Sennett est engagé à Hollywood par le studio Keystone, qui lance ensuite les carrières de plusieurs légendes du cinéma burlesque, telles que Charlie Chaplin, Roscoe « Fatty » Arbuckle ou encore Harry Langdon.
Après 1926, Mack Sennett consacre ses films à la famille Smith et utilise la comédie familiale, les mésaventures de jeunes mariés. Le burlesque se transforme et devient une forme de satire de mœurs.
Mack Sennett fonde son comique sur la cascade, l'invraisemblable, mais aussi sur un montage soigné. Il mène la logique et l'incohérence, il fait jaillir l'absurde de l'authentique, en créant des rapports insolites.
Mack Sennett obtient sa citoyenneté américaine le 24 mars 1932, à l'âge de 52 ans. Il est enrôlé dans les forces américaines de réserve en 1942.
Il fait sa dernière apparition à l'écran en 1949 dans Down Memory Lane (en) de Phil Karlson.

## Filmographie

### Comme producteur

#### 1911 à 1915
- 1911 : The $500 Reward
- 1912 : The Tourists
- 1912 : Cohen Collects a Debt (it)
- 1912 : La Sirène
- 1912 : Stolen Glory (it)
- 1912 : The Beating He Needed
- 1912 : Ambitious Butler (it)
- 1912 : At Coney Island (en)
- 1912 : At It Again
- 1912 : A Temperamental Husband (it)
- 1912 : Mr. Fix-It (it)
- 1912 : A Bear Escape (it)
- 1912 : A Family Mixup (it)
- 1912 : Hoffmeyer's Legacy (en)
- 1913 : Rastus and the Game Cock
- 1913 : Just Kids
- 1913 : A Double Wedding (it)
- 1913 : The Cure That Failed (it)
- 1913 : The Mistaken Masher (it)
- 1913 : Just Brown's Luck (it)
- 1913 : Mabel's Heroes (it)
- 1913 : The Professor's Daughter (it)
- 1913 : Help! Help! Hydrophobia!
- 1913 : A Deaf Burglar (it)
- 1913 : Mabel en soirée
- 1913 : A Dollar Did It
- 1913 : A Fishy Affair
- 1913 : The Rube and the Baron
- 1913 : The Chief's Predicament
- 1913 : At Twelve O'Clock
- 1913 : On His Wedding Day
- 1913 : Her New Beau
- 1913 : Father's Choice (it)
- 1913 : A Life in the Balance
- 1913 : Cupid in a Dental Parlor
- 1913 : Bangville Police
- 1913 : His Chum the Baron (en)
- 1913 : Le Jazz de Mabel (That Ragtime Band)
- 1913 : Algy on the Force
- 1913 : Toplitsky and Company
- 1913 : Mabel's Awful Mistakes (en)
- 1913 :  Fatty et le Voleur (The Gangsters)
- 1913 : Barney Oldfield's Race for a Life
- 1913 : Passions, He Had Three
- 1913 : A Bandit
- 1913 : His Crooked Career
- 1913 : Cohen's Outing
- 1913 : Mabel au fond de l'eau (A Noise from the Deep)
- 1913 : A Chip Off the Old Block
- 1913 : A Game of Pool
- 1913 : Billy Dodges Bills
- 1913 : Mabel fait du cinéma
- 1913 : The Faithful Taxicab
- 1913 : The Janitor
- 1913 : Their Husbands
- 1913 : Baffles
- 1913 : Love Sickness at Sea
- 1913 : A Bad Game
- 1913 : A Muddy Romance
- 1913 : Fatty Joins the Force
- 1913 : Cohen Saves the Flag (en)
- 1913 : His Sister's Kids (en)
- 1913 : Zuzu, the Band Leader
- 1913 : He Would a Hunting Go (en)
- 1914 : Mack at It Again
- 1914 : A Dark Lover's Play
- 1914 : A Flirt's Mistake
- 1914 : Les Bandits du village (In the Clutches of the Gang)
- 1914 : Pour gagner sa vie (Making a Living)
- 1914 : Charlot est content de lui (Kid Auto Races at Venice)
- 1914 : L'Étrange Aventure de Mabel (Mabel's Strange Predicament)
- 1914 : Twixt Love and Fire
- 1914 : Between Showers
- 1914 : Charlot fait du cinéma (A Film Johnnie)
- 1914 : Charlot danseur (Tango Tangles)
- 1914 : His Favorite Pastime
- 1914 : Charlot marquis (Cruel, Cruel Love)
- 1914 : A Back Yard Theatre
- 1914 : Charlot aime la patronne (The Star Boarder)
- 1914 : 'Mabel au volant (Mabel at the Wheel)
- 1914 : Twenty Minutes of Love
- 1914 : Caught in a Cabaret
- 1914 : The Darktown Belle
- 1914 : Caught in the Rain
- 1914 : Madame Charlot (A Busy Day)
- 1914 : L'Alarme des pompiers (The Alarm)
- 1914 : Le Maillet de Charlot (The Fatal Mallet)
- 1914 : Le Flirt de Mabel (Her Friend the Bandit)
- 1914 : Charlot et Fatty dans le ring (The Knockout)
- 1914 : Charlot et les Saucisses (Mabel's Busy Day)
- 1914 : Charlot et le Mannequin (Mabel's Married Life)
- 1914 : Charlot dentiste (Laughing Gas)
- 1914 : Mabel's New Job (en)
- 1914 : Charlot garçon de théâtre (The Property Man)
- 1914 : The Face on the Bar Room Floor
- 1914 : Fièvre printanière (Recreation)
- 1914 : That Minstrel Man (en)
- 1914 : Charlot grande coquette (The Masquerader)
- 1914 : His New Profession
- 1914 : Charlot et Fatty font la bombe (The Rounders)
- 1914 : Charlot concierge (The New Janitor)
- 1914 : Their Ups and Downs (en)
- 1914 : Charlot rival d'amour (Those Love Pangs)
- 1914 : Dough and Dynamite
- 1914 : Charlot et Mabel aux courses (Gentlemen of Nerve)
- 1914 : 'Curses!' They Remarked
- 1914 : His Musical Career
- 1914 : His Trysting Place
- 1914 : His Talented Wife
- 1914 : An Incompetent Hero
- 1914 : Le Roman comique de Charlot et Lolotte (Tillie's Punctured Romance)
- 1914 : Fatty's Jonah Day
- 1914 : The Noise of Bombs
- 1914 : Fatty's Wine Party
- 1914 : Leading Lizzie Astray
- 1914 : Charlot et Mabel en promenade (Getting Acquainted)
- 1914 : Other People's Business
- 1914 : Charlot nudiste (His Prehistoric Past)
- 1914 : La Culotte magique de Fatty (Fatty's Magic Pants)
- 1914 : Fatty chez les peaux rouges  (Fatty and Minnie He-Haw)
- 1915 : Stark Mad
- 1915 : Settled at the Seaside
- 1915 : A Rascal's Foolish Way
- 1915 : Fatty et Mabel se marient (en) (Mabel and Fatty's Married Life)
- 1915 : A Glimpse of the San Diego Exposition
- 1915 : Droppington's Family Tree
- 1915 : Hushing the Scandal
- 1915 : La Lessive de Mabel (en) (Mabel and Fatty's Wash Day)
- 1915 : Mabel épouse Fatty (Mabel, Fatty and the Law)
- 1915 : Mabel and Fatty's Simple Life (en)
- 1915 : Amour, Vitesse et Fanfreluches (Love, Speed and Thrills)
- 1915 : Fatty and Mabel at the San Diego Exposition
- 1915 : Colored Villainy
- 1915 : Peanuts and Bullets
- 1915 : Le Neveu de Fatty (en) (Fatty's New Role)
- 1915 : A Bird's a Bird
- 1915 : Hogan's Romance Upset (en) de Charles Avery
- 1915 : Hearts and Planets
- 1915 : That Springtime Feeling
- 1915 : Hogan Out West
- 1915 : Willful Ambrose
- 1915 : Ambrose's Sour Grapes
- 1915 : Fatty's Reckless Fling
- 1915 : Fatty fait une conquête (Fatty's Chance Acquaintance) de Roscoe Arbuckle
- 1915 : Love in Armor
- 1915 : Beating Hearts and Carpets
- 1915 : Ambrose's Little Hatchet
- 1915 : Fatty et Mabel à l'opéra (en) (That Little Band of Gold)
- 1915 : Fatty's Faithful Fido (en)
- 1915 : A One Night Stand
- 1915 : Ambrose's Fury
- 1915 : Caught in the Act
- 1915 : L'Escapade de Julot (Gussle's day of rest) de F. Richard Jones
- 1915 : Fatty à la recherche de Mabel (Wished on Mabel)
- 1915 : Gussle Rivals Jonah
- 1915 : When Love Took Wings (en)
- 1915 : Ambrose's Lofty Perch
- 1915 : Droppington's Devilish Deed
- 1915 : The Beauty Bunglers
- 1915 : Do-Re-Mi-Fa
- 1915 : Ambrose's Nasty Temper
- 1915 : A Bear Affair
- 1915 : Mabel and Fatty Viewing the World's Fair at San Francisco
- 1915 : Love, Loot and Crash
- 1915 : Their Social Splash d'Arvid E. Gillstrom et F. Richard Jones
- 1915 : Gussle's Backward Way
- 1915 : A Human Hound's Triumph
- 1915 : Crossed Love and Swords
- 1915 : Miss Fatty's Seaside Lovers
- 1915 : He Wouldn't Stay Down
- 1915 : For Better - But Worse
- 1915 : A Versatile Villain
- 1915 : Those Bitter Sweets (it)
- 1915 : The Cannon Ball
- 1915 : Court House Crooks
- 1915 : Fatty's Plucky Pup (en)
- 1915 : Mabel institutrice
- 1915 : Dirty Work in a Laundry
- 1915 : Fatty teinturier (Fatty's Tintype Tangle)
- 1915 : When Ambrose Dared Walrus
- 1915 : Our Dare Devil Chief
- 1915 : The Battle of Ambrose and Walrus
- 1915 : My Valet
- 1915 : A Game Old Knight
- 1915 : A Favorite Fool
- 1915 : Her Painted Hero
- 1915 : Le Couturier flirte (pt) (Stolen Magic)
- 1915 : A Janitor's Wife's Temptations
- 1915 : The Great Vacuum Robbery (it)
- 1915 : Fatty and the Broadway Stars
- 1915 : Crooked to the End
- 1915 : Dizzy Heights and Daring Hearts
- 1915 : The Hunt
- 1915 : Le Sous-marin pirate (A Submarine Pirate) de Charles Avery et Syd Chaplin

#### 1916 à 1920
- 1916 : The Worst of Friends
- 1916 : Fatty and Mabel Adrift
- 1916 : Because He Loved Her
- 1916 : A Modern Enoch Arden
- 1916 : A Movie Star
- 1916 : Le Cauchemar de Fatty (He Did and He Didn't) de Roscoe Arbuckle
- 1916 : His Hereafter
- 1916 : Better Late Than Never
- 1916 : Fido's Fate
- 1916 : His Auto Ruination
- 1916 : Bright Lights
- 1916 : His Pride and Shame
- 1916 : The Judge
- 1916 : Wife and Auto Trouble
- 1916 : The Village Blacksmith
- 1916 : The Village Vampire
- 1916 : By Stork Delivery
- 1916 : A Bath House Blunder
- 1916 : Bucking Society
- 1916 : His Bread and Butter d'Edward F. Cline
- 1916 : The Snow Cure
- 1916 : The Nick of Time Baby (en)
- 1916 : Black Eyes and Blue
- 1916 : His Bitter Pill
- 1916 : Bath Tub Perils
- 1916 : Hearts and Sparks
- 1916 : Bubbles of Trouble d'Edward F. Cline
- 1916 : The Waiters' Ball (en)
- 1916 : The Surf Girl
- 1916 : A Social Cub (en)
- 1916 : Her First Beau d'Edward F. Cline
- 1916 : A la Cabaret
- 1916 : The Danger Girl
- 1916 : His Lying Heart
- 1916 : Plaisirs d'été (Sunshine) d'Edward F. Cline
- 1916 : Maid Mad
- 1916 : Les deux hurluberlus (Dollars and Sense)
- 1916 : Haystacks and Steeples (en)
- 1916 : Ambrose's Rapid Rise
- 1916 : A Tugboat Romeo
- 1916 : Bombs!
- 1916 : Safety First Ambrose
- 1916 : A Bachelor's Finish
- 1917 : When Hearts Collide
- 1917 : A Self-Made Hero
- 1917 : A Berth Scandal
- 1917 : Hobbled Hearts
- 1917 : Honest Thieves
- 1917 : Innocent Sinners
- 1917 : Her Finishing Touch
- 1917 : A Finished Product
- 1917 : A Dishonest Burglar
- 1917 : Done in Oil
- 1917 : A Laundry Clean-Up
- 1917 : A Dog's Own Tale
- 1917 : Dodging His Doom
- 1917 : The Camera Cure
- 1917 : Twin Troubles
- 1917 : Villa of the Movies
- 1917 : Her Nature Dance
- 1917 : Her Fame and Shame
- 1917 : His One Night Stand
- 1917 : The House of Scandal
- 1917 : Secrets of a Beauty Parlor
- 1917 : A Maiden's Trust
- 1917 : Teddy at the Throttle
- 1917 : The Betrayal of Maggie
- 1917 : Dad's Downfall
- 1917 : A Royal Rogue
- 1917 : Cactus Nell
- 1917 : A Dark Room Secret
- 1917 : A Dog Catcher's Love
- 1917 : Dangers of a Bride (en)
- 1917 : Un automate très autonome (A Clever Dummy)
- 1917 : Whose Baby?
- 1917 : Aired in Court
- 1917 : Lost: A Cook
- 1917 : A Warm Reception
- 1917 : Hula Hula Land
- 1917 : The Sultan's Wife
- 1917 : Caught in the End
- 1917 : Roping Her Romeo
- 1917 : Erreur de chambre (A Bedroom Blunder) de Edward F. Cline et Hampton Del Ruth
- 1917 : All at Sea
- 1917 : His Busy Day
- 1917 : Les Déboires de Philomène (Are Waitresses Safe?) de Hampton Del Ruth et Victor Heerman
- 1917 : The Pullman Bride
- 1917 : A Counterfeit Scent
- 1918 : Whose Little Girl Are You?
- 1918 : It's a Cinch
- 1918 : Ruined by a Dumbwaiter
- 1918 : Sheriff Nell's Tussle
- 1918 : Watch Your Neighbor
- 1918 : His Double Life
- 1918 : Mud
- 1918 : Those Athletic Girls'
- 1918 : Their Neighbor's Baby
- 1918 : Saucy Madeline
- 1918 : His Smothered Love
- 1918 : The Battle Royal
- 1918 : Two Tough Tenderfeet
- 1918 : She Loved Him Plenty
- 1918 : The Summer Girls
- 1918 : Mickey
- 1918 : Beware of Boarders
- 1918 : Her First Mistake
- 1918 : The Village Chestnut
- 1919 : Cupid's Day Off
- 1919 : East Lynne with Variations
- 1919 : Yankee Doodle in Berlin
- 1919 : The Little Widow
- 1919 : Why Beaches Are Popular
- 1919 : No Mother to Guide Him
- 1919 : Among Those Present
- 1919 : Foxy Ambrose
- 1919 : Sleuths
- 1919 : A Lady's Tailor
- 1919 : La Petite Dame d'à côté (The Speakeasy) de F. Richard Jones
- 1919 : Uncle Tom Without a Cabin
- 1919 : Back to the Kitchen
- 1919 : Up in Alf's Place
- 1919 : Salome vs. Shenandoah
- 1920 : The Star Boarder
- 1920 : Gee Whiz
- 1920 : Un mariage mouvementé (Down on the Farm)
- 1920 : The Quack Doctor
- 1920 : Let 'er Go
- 1920 : By Golly!
- 1920 : Married Life
- 1920 : Great Scott!
- 1920 : Don't Weaken!
- 1920 : It's a Boy
- 1920 : My Goodness
- 1920 : His Youthful Fancy
- 1920 : Movie Fans
- 1920 : Love, Honor and Behave!
- 1920 : Bungalow Troubles

#### 1921 à 1925
- 1921 : Dabbling in Art
- 1921 : On a Summer Day
- 1921 : L'Idole du village (A Small Town Idol), coréalisé avec Erle C. Kenton
- 1921 : The Unhappy Finish
- 1921 : Le Crime parfait (A Perfect Crime)
- 1921 : Wedding Bells Out of Tune
- 1921 : Made in the Kitchen
- 1921 : Sweetheart Days
- 1921 : She Sighed by the Seaside
- 1921 : Home Talent
- 1921 : Astray from the Steerage
- 1921 : Call a Cop
- 1921 : Love's Outcast
- 1921 : Hard Knocks and Love Taps
- 1921 : Rêve de seize ans (Molly O') de F. Richard Jones
- 1921 : Love and Doughnuts
- 1921 : By Heck
- 1921 : Be Reasonable
- 1921 : Bright Eyes
- 1922 : The Duck Hunter
- 1922 : On Patrol
- 1922 : Step Forward
- 1922 : Gymnasium Jim
- 1922 : The Crossroads of New York
- 1922 : Ma and Pa
- 1922 : Home Made Movies
- 1922 : When Summer Comes
- 1922 : Bow Wow
- 1923 : Rough and Ready
- 1923 : Pitfalls of a Big City
- 1923 : Suzanna
- 1923 : The Shriek of Araby
- 1923 : Where's My Wandering Boy This Evening?
- 1923 : Nip and Tuck
- 1923 : Skylarking
- 1923 : Down to the Sea in Shoes
- 1923 : Asleep at the Switch
- 1923 : The Extra Girl
- 1923 : One Cylinder Love
- 1923 : The Daredevil
- 1923 : Inbad the Sailor
- 1923 : Flip Flops
- 1924 : Ten Dollars or Ten Days
- 1924 : Picking Peaches
- 1924 : One Spooky Night
- 1924 : The Half Back of Notre Dame
- 1924 : Smile Please
- 1924 : Shanghaied Lovers
- 1924 : Scarem Much
- 1924 : The Hollywood Kid
- 1924 : Flickering Youth
- 1924 : Black Oxfords
- 1924 : The Cat's Meow
- 1924 : Yukon Jake
- 1924 : The Lion and the Souse
- 1924 : His New Mamma
- 1924 : Wall Street Blues
- 1924 : Romeo and Juliet
- 1924 : The First 100 Years
- 1924 : East of the Water Plug
- 1924 : Lizzies of the Field
- 1924 : Three Foolish Weeks
- 1924 : The Luck of the Foolish
- 1924 : Little Robinson Corkscrew
- 1924 : Wandering Waistlines
- 1924 : The Hansom Cabman
- 1924 : Riders of the Purple Cows
- 1924 : The Reel Virginian
- 1924 : The Cannon Ball Express
- 1924 : Galloping Bungalows
- 1924 : Love's Sweet Piffle
- 1924 : Feet of Mud
- 1924 : Off His Trolly
- 1924 : Bull and Sand
- 1925 : Wild Goose Chaser
- 1925 : The Plumber's Daughter
- 1925 : Bashful Jim
- 1925 : The Sea Squawk
- 1925 : Honeymoon Hardships
- 1925 : His Marriage Wow
- 1925 : Boobs in the Wood
- 1925 : The Beloved Bozo
- 1925 : Water Wagons
- 1925 : The Raspberry Romance
- 1925 : Giddap
- 1925 : Plain Clothes
- 1925 : Breaking the Ice
- 1925 : The Marriage Circus
- 1925 : Remember When?
- 1925 : The Lion's Whiskers
- 1925 : He Who Gets Smacked
- 1925 : Skinners in Silk
- 1925 : Super-Hooper-Dyne Lizzies
- 1925 : Sneezing Beezers
- 1925 : Cupid's Boots
- 1925 : Butter Fingers
- 1925 : Tee for Two
- 1925 : The Iron Nag
- 1925 : Lucky Stars
- 1925 : Don't Tell Dad
- 1925 : Cold Turkey
- 1925 : Hurry, Doctor!
- 1925 : Love and Kisses
- 1925 : Over Thereabouts
- 1925 : Good Morning, Madam!
- 1925 : A Sweet Pickle
- 1925 : Dangerous Curves Behind
- 1925 : Take Your Time
- 1925 : The Soapsuds Lady
- 1925 : Isn't Love Cuckoo?
- 1925 : There He Goes
- 1925 : The Window Dummy
- 1925 : From Rags to Britches
- 1925 : Hotsy-Totsy

#### 1926 à 1930
- 1926 : A Prodigal Bridegroom
- 1926 : Pass the Dumplings
- 1926 : The Gosh-Darn Mortgage
- 1926 : Wide Open Faces
- 1926 : Hot Cakes for Two
- 1926 : Whispering Whiskers
- 1926 : Saturday Afternoon
- 1926 : The Funnymooners
- 1926 : Trimmed in Gold
- 1926 : Gooseland
- 1926 : Meet My Girl
- 1926 : Circus Today
- 1926 : Wandering Willies
- 1926 : Hooked at the Altar
- 1926 : A Love Sundae
- 1926 : Hayfoot, Strawfoot?
- 1926 : Smith's Vacation
- 1926 : Fiddlesticks
- 1926 : Soldier Man
- 1926 : The Ghost of Folly
- 1926 : Fight Night
- 1926 : A Yankee Doodle Duke
- 1926 : Muscle Bound Music
- 1926 : Ice Cold Cocos
- 1926 : A Sea Dog's Tale
- 1926 : Hubby's Quiet Little Game
- 1926 : When a Man's a Prince
- 1926 : Her Actor Friend
- 1926 : Hoboken to Hollywood
- 1926 : Smith's Landlord
- 1926 : The Doughboy
- 1926 : Love's Last Laugh
- 1926 : Smith's Visitor
- 1926 : Should Husbands Marry?
- 1926 : Masked Mamas
- 1926 : The Divorce Dodger
- 1926 : A Harem Knight
- 1926 : Smith's Uncle
- 1926 : Hesitating Horses
- 1926 : Fire
- 1926 : A Blonde's Revenge
- 1926 : Kitty from Killarney
- 1926 : All Wet
- 1926 : Flirty Four-Flushers
- 1927 : Peaches and Plumbers
- 1927 : The Bum's Rush
- 1927 : Smith's Pets
- 1927 : Should Sleepwalkers Marry?
- 1927 : A Hollywood Hero
- 1927 : Smith's Customer
- 1927 : Smith's New Home
- 1927 : A Small Town Princess
- 1927 : The Jolly Jilter
- 1927 : A Dozen Socks
- 1927 : Smith's Surprise
- 1927 : Broke in China
- 1927 : Catalina, Here I Come
- 1927 : Smith's Kindergarten
- 1927 : The Bull Fighter
- 1927 : Premier Amour (en) (His First Flame) de  Harry Edwards
- 1927 : Souffrances de producteur (Crazy to Act)
- 1927 : Cured in the Excitement
- 1927 : The College Kiddo
- 1927 : Smith's Candy Shop
- 1927 : The Golf Nut
- 1927 : Smith's Pony
- 1927 : Gold Digger of Weepah
- 1927 : Daddy Boy
- 1927 : For Sale, a Bungalow
- 1927 : Smith's Cousin
- 1927 : Smith's Modiste Shop
- 1927 : The Girl from Everywhere
- 1927 : Love in a Police Station
- 1928 : The Beach Club
- 1928 : Smith's Holiday
- 1928 : Run, Girl, Run
- 1928 : Love at First Flight
- 1928 : Smith's Army Life
- 1928 : The Best Man
- 1928 : The Swim Princess
- 1928 : Smith's Farm Days
- 1928 : Foolish Husbands
- 1928 : The Bicycle Flirt
- 1928 : The Good-Bye Kiss
- 1928 : The Girl from Nowhere
- 1928 : Le Poulet (The Chicken)
- 1928 : His Unlucky Night
- 1928 : Caught in the Kitchen
- 1928 : A Dumb Waiter
- 1928 : The Campus Vamp
- 1928 : Motorboat Mamas
- 1928 : Catalina Rowboat Races
- 1928 : The Bargain Hunt
- 1928 : A Taxi Scandal
- 1928 : Hubby's Weekend Trip
- 1928 : The Campus Carmen
- 1928 : The Lion's Roar
- 1928 : The Burglar
- 1928 : Taxi Beauties
- 1928 : His New Steno
- 1928 : Hubby's Latest Alibi
- 1929 : Pink Pajamas
- 1929 : Clunked on the Corner
- 1929 : The Bride's Relations
- 1929 : Baby's Birthday
- 1929 : Calling Hubby's Bluff
- 1929 : The Old Barn
- 1929 : Whirls and Girls
- 1929 : Button My Back
- 1929 : Broadway Blues
- 1929 : Matchmaking Mamma
- 1929 : The Bees' Buzz
- 1929 : The Big Palooka
- 1929 : Don't Get Jealous
- 1929 : Girl Crazy
- 1929 : A Close Shave
- 1929 : Jazz Mamas
- 1929 : The Barber's Daughter
- 1929 : The Constabule
- 1929 : The Lunkhead
- 1929 : The Golfers
- 1929 : A Hollywood Star
- 1929 : Clancy at the Bat
- 1929 : The New Halfback
- 1929 : Uppercut O'Brien
- 1930 : Strange Birds
- 1930 : Scotch
- 1930 : Sugar Plum Papa
- 1930 : Bulls and Bears
- 1930 : Match Play
- 1930 : He Trumped Her Ace
- 1930 : Radio Kisses
- 1930 : Fat Wives for Thin
- 1930 : Campus Crushes
- 1930 : The Chumps
- 1930 : Hello, Television
- 1930 : Average Husband
- 1930 : The Bluffer
- 1930 : Midnight Daddies
- 1930 : Grandma's Girl
- 1930 : Take Your Medicine
- 1930 : Divorced Sweethearts
- 1930 : Don't Bite Your Dentist
- 1930 : Racket Cheers
- 1930 : A Hollywood Theme Song
- 1930 : Rough Idea of Love

#### 1931 à 1934
- 1931 : A Poor Fish
- 1931 : No, No, Lady
- 1931 : Dance Hall Marge
- 1931 : One Yard to Go
- 1931 : The College Vamp
- 1931 : The Bride's Mistake
- 1931 : The Dog Doctor
- 1931 : Just a Bear
- 1931 : Crashing Hollywood
- 1931 : Ex-Sweeties
- 1931 : In Conference
- 1931 : The Cowcatcher's Daughter
- 1931 : Ghost Parade
- 1931 : Hold 'er Sheriff
- 1931 : Monkey Business in Africa
- 1931 : Movie Town
- 1931 : Slide, Speedy, Slide
- 1931 : The Albany Branch
- 1931 : Fainting Lover
- 1931 : The Trail of the Swordfish
- 1931 : The Cannonball
- 1931 : The World Flier
- 1931 : Poker Widows
- 1931 : I Surrender Dear
- 1931 : Speed
- 1931 : Who's Who in the Zoo
- 1931 : Taxi Troubles
- 1931 : The Great Pie Mystery
- 1931 : Wrestling Swordfish
- 1931 : One More Chance
- 1931 : The All-American Kickback
- 1931 : Half Holiday
- 1931 : The Pottsville Palooka
- 1932 : Dream House
- 1932 : The Girl in the Tonneau
- 1932 : Shopping with Wifie
- 1932 : Lady! Please!
- 1932 : Billboard Girl
- 1932 : The Flirty Sleepwalker
- 1932 : Speed in the Gay Nineties
- 1932 : Man-Eating Sharks
- 1932 : Listening In
- 1932 : The Spot on the Rug
- 1932 : Meet the Senator
- 1932 : Divorce a la Mode
- 1932 : Freaks of the Deep
- 1932 : The Boudoir Butler
- 1932 : Jimmy's New Yacht
- 1932 : The Loud Mouth
- 1932 : The Candid Camera
- 1932 : Sea-Going Birds
- 1932 : Hawkins & Watkins Inc.
- 1932 : Hatta Marri
- 1932 : Alaska Love
- 1932 : For the Love of Ludwig
- 1932 : His Royal Shyness
- 1932 : Young Onions
- 1932 : The Singing Plumber
- 1932 : The Giddy Age
- 1932 : Ma's Pride and Joy
- 1932 : Courting Trouble
- 1932 : Bring 'Em Back Sober
- 1932 : Le Dentiste (The Dentist)
- 1932 : Doubling in the Quickies
- 1932 : The Lion and the House
- 1932 : Hypnotized
- 1932 : The Human Fish
- 1933 : Blue of the Night
- 1933 : Don't Play Bridge with Your Wife
- 1933 : A Wrestler's Bride
- 1933 : The Singing Boxer
- 1933 : Artist's Muddles
- 1933 : Too Many Highballs
- 1933 : Easy on the Eyes
- 1933 : The Fatal Glass of Beer
- 1933 : Caliente Love
- 1933 : Sing, Bing, Sing
- 1933 : The Plumber and the Lady
- 1933 : Sweet Cookie
- 1933 : The Pharmacist
- 1933 : Feeling Rosy
- 1933 : Uncle Jake
- 1933 : Dream Stuff
- 1933 : Roadhouse Queen
- 1933 : See You Tonight
- 1933 : Daddy Knows Best
- 1933 : Knockout Kisses
- 1933 : Husbands' Reunion
- 1933 : The Big Fibber
- 1933 : The Barber Shop
- 1933 : Please
- 1934 : 'Tis the Ball
- 1934 : Just an Echo

#### 1935 à 1949
- 1935 : Ye Olde Saw Mill
- 1935 : Flicker Fever
- 1935 : Just Another Murder
- 1935 : The Timid Young Man
- 1935 : Way Up Thar (en)
- 1949 : Down Memory Lane (en)

### Comme acteur

#### 1908
- Old Isaacs, the Pawnbroker : Charity Worker
- The King's Messenger : Soldier
- The Sculptor's Nightmare : Extra
- Thompson's Night Out : Theatre Bouncer
- Mixed Babies
- The Invisible Fluid : Mover
- The Man in the Box : Gang Member
- Over the Hill to the Poorhouse : Bartender
- The Kentuckian
- The Stage Rustler : Man in Bar
- La Vipère noire (The Black Viper) de D. W. Griffith : Rescuer
- Deceived Slumming Party : Policeman / Waiter
- The Fatal Hour de D. W. Griffith  : Policeman
- Balked at the Altar de D. W. Griffith
- L'Empreinte digitale (Betrayed by a Handprint) de D. W. Griffith : The Butler
- Monday Morning in a Coney Island Police Court : Policeman
- La Brute (The Girl and the Outlaw) de D. W. Griffith : Indian
- La Vocation théâtrale (Behind the Scenes) de D. W. Griffith : Backstage Man
- La Jeune Fille indienne (The Red Girl) de D. W. Griffith : Man in First Bar / Man in Second Bar
- Le Cœur de O'Yama (The Heart of O'Yama) de D. W. Griffith : Footman
- Where the Breakers Roar  de D. W. Griffith : Policeman
- A Smoked Husband de D. W. Griffith : Man in Top Hat
- The Devil de D. W. Griffith : The Waiter
- Cœur de Zoulou (The Zulu's Heart) de D. W. Griffith
- Father Gets in the Game de D. W. Griffith : Bill Wilkins
- Ingomar (Ingomar, the Barbarian) de D. W. Griffith : Barbarian
- Le Vœu du vaquero (The Vaquero's Vow) de D. W. Griffith : Wedding Party / In Bar
- Le Roman d'une juive (Romance of a Jewess) de D. W. Griffith : Customer / In Bookstore / Doctor
- L'Appel de la forêt (The Call of the Wild) de D. W. Griffith : Party Guest / Indian
- Cacher un voleur (Concealing a Burglar) de D. W. Griffith : The Waiter / A Policeman
- Enoch Arden (After Many Years) de D. W. Griffith : Sailor / Member of the rescue party
- L'Or du pirate (The Pirate's Gold) de D. W. Griffith : A Pirate
- La Mégère apprivoisée (The Taming of the Shrew) de D. W. Griffith : Petruchio's Servant
- The Guerrilla de D. W. Griffith : Confederate Soldier / Union Soldier
- La Chanson de la chemise (The Song of the Shirt) de D. W. Griffith : Foreman / In Office / In Second Restaurant
- Le Clubman et le Voleur (The Clubman and the Tramp) de D. W. Griffith : Dinner Guest / Policeman
- Money Mad de D. W. Griffith : Man on the Street
- The Valet's Wife de D. W. Griffith : Reggie Van Twiller
- Mrs. Jones Entertains de D. W. Griffith
- The Feud and the Turkey de D. W. Griffith : A Member of the Wilkinson Clan
- The Reckoning de D. W. Griffith : The Lover
- Le Gage de l'amitié (The Test of Friendship) de D. W. Griffith : Guest / Man in Fight
- An Awful Moment de D. W. Griffith : Policeman / Man in Court
- The Christmas Burglars de D. W. Griffith : One of Mike's Assistants
- Mr. Jones at the Ball de D. W. Griffith : Butler / Policeman
- The Helping Hand de D. W. Griffith : Wedding Guest

#### 1909
- One Touch of Nature de D. W. Griffith
- The Heart of an Outlaw : Outlaw Gang / Wedding Guest
- The Maniac Cook de D. W. Griffith : Policeman
- Love Finds a Way de D. W. Griffith : Footman
- The Honor of Thieves de D. W. Griffith : At Dance / Policeman
- The Sacrifice de D. W. Griffith : At Wigmaker's / At Jeweler's / At Pawnshop
- A Rural Elopement de D. W. Griffith : In Crowd
- The Criminal Hypnotist de D. W. Griffith : Party Guest
- Mr. Jones Has a Card Party de D. W. Griffith : Guest
- L'Extravagante Mme Francis (The Fascinating Mrs. Francis) de D. W. Griffith : Party Guest
- The Welcome Burglar de D. W. Griffith : The Butler / In Office / In Bar
- Son nouveau chapeau (Those Awful Hats) de D. W. Griffith : Man in checkered jacket
- The Cord of Life de D. W. Griffith : Policeman
- The Girls and Daddy de D. W. Griffith : At Black & Tan Ball / Policeman
- The Brahma Diamond de D. W. Griffith : A Guard / A Servant / Hotel Manager
- A Wreath in Time de D. W. Griffith : John Goodhusband
- Tragic Love de D. W. Griffith : Bartender / Policeman / In Factory
- The Curtain Pole de D. W. Griffith : Monsieur Dupont
- The Joneses Have Amateur Theatricals de D. W. Griffith : Theatre Man
- Amour et Politique (The Politician's Love Story) de D. W. Griffith : Boss Tim Crogan
- La Pièce d'or (The Golden Louis) de D. W. Griffith : Gambler / Reveller
- At the Altar de D. W. Griffith : Policeman / Dinner Guest
- L'Espion (The Prussian Spy) de D. W. Griffith : Soldier
- His Wife's Mother de D. W. Griffith : Waiter
- A Fool's Revenge de D. W. Griffith : Minstrel / Servant
- The Wooden Leg de D. W. Griffith : Tramp
- The Roue's Heart de D. W. Griffith : Servant
- The Salvation Army Lass de D. W. Griffith : Salvation Army / Outside Factory
- The Lure of the Gown de D. W. Griffith : At Dance
- L'Âme du violon (The Voice of the Violin) de D. W. Griffith : At Party Meeting
- The Deception de D. W. Griffith : Doctor
- And a Little Child Shall Lead Them : The Servant
- A Burglar's Mistake : At Folsom's / Policeman
- The Medicine Bottle : At Party
- Jones and His New Neighbors : Policeman
- Les Remords de l'alcoolique (A Drunkard's Reformation) de D. W. Griffith : In the Play / In the Orchestra / In the Bar
- Trying to Get Arrested : First Tough Guy
- Le Chemin du cœur (The Road to the Heart) de D. W. Griffith : Cowboy
- La Croisade contre le bruit (Schneider's Anti-Noise Crusade) de D. W. Griffith
- A Rude Hostess : Policeman
- The Winning Coat : Servant
- Un dormeur encombrant (A Sound Sleeper) de D. W. Griffith : The Gentleman
- Confidence de D. W. Griffith : Footman
- A Troublesome Satchel : In Crowd
- Lady Helen's Escapade : Dinner Guest
- Frères jumeaux (Twin Brothers) de D. W. Griffith
- Lucky Jim de D. W. Griffith : Jack
- Tis an Ill Wind That Blows No Good : At Factory / In Restaurant
- The Suicide Club  de D. W. Griffith : Member of Suicide Club
- One Busy Hour : In Store
- The Note in the Shoe : Factory Employee / In Store
- Jones and the Lady Book Agent : Dick Smith
- The French Duel : In Club
- A Baby's Shoe (it) : A Butler
- The Jilt : Dorothy's First Suitor / Bartender / At Stock Exchange
- Resurrection de D. W. Griffith : At Court / A Guard / At Inn
- Two Memories : Party Guest
- Eloping with Auntie : In Store
- Le Grillon du foyer (The Cricket on the Hearth) de D. W. Griffith : Merry Andrew
- What Drink Did : Workman
- Le Luthier de Crémone (The Violin Maker of Cremona) de D. W. Griffith : In Crowd
- A New Trick : The Thief
- La Villa solitaire (The Lonely Villa) de D. W. Griffith : The Butler / A Policeman
- The Son's Return : Creditor / Neighbor
- Her First Biscuits : Biscuit Victim
- The Faded Lilies : At Party
- Was Justice Served? : Guard / On Street / In Court
- The Peachbasket Hat : Policeman / In Store
- The Mexican Sweethearts : Mexican in Bar
- The Way of Man : A Butler
- Le Collier de perles (The Necklace) de D. W. Griffith : In Pawnshop / In Jewelry Store / Party Guest
- Le Message (The Message) de D. W. Griffith : In Crowd
- The Cardinal's Conspiracy : A Musketeer
- Jealousy and the Man : Workman
- A Convict's Sacrifice (it) : Workman / Guard
- The Slave : A Barbarian
- A Strange Meeting : In Congregation
- The Mended Lute : Indian
- They Would Elope : Man with Wheelbarrow
- Mr. Jones' Burglar : The burglar
- The Better Way (it) de David W. Griffith : Puritan
- With Her Card : At Larkin's
- Mrs. Jones' Lover; or, 'I Want My Hat'
- His Wife's Visitor : At Club
- Le Roman d'un coureur indien (The Indian Runner's Romance) de D. W. Griffith : Indian
- The Seventh Day : A Clerk
- Oh, Uncle!
- The Mills of the Gods : At Party
- The Sealed Room : A Soldier
- The Little Darling : In Boarding House
- Les Rénégats de 1776 (The Hessian Renegades) de D. W. Griffith : Hessian
- Getting Even (en) de Dwight H. Little : Miner
- The Broken Locket : Peabody's Companion
- In Old Kentucky : Union Centry
- A Fair Exchange : William Dane
- Leather Stocking : Big Serpent
- The Awakening : The Butler
- Pippa Passes; or, The Song of Conscience : In Studio
- Mabel institutrice
- A Change of Heart (it) : Man Outside Cafe
- His Lost Love : At Wedding
- The Expiation : Trevor's Friend
- In the Watches of the Night : Policeman
- Lines of White on a Sullen Sea : Fisherman in First Port
- What's Your Hurry? : On Street
- The Gibson Goddess de David W. Griffith : An Admirer
- Nursing a Viper de D. W. Griffith : In Mob
- The Light That Came
- Two Women and a Man : At Party / At Reception
- A Midnight Adventure : Sergeant Reginald Vandyke Worthington
- The Open Gate : Hetty's Brother-in-Law
- The Mountaineer's Honor : In Posse
- The Trick That Failed : Buyer
- In the Window Recess
- The Death Disc: A Story of the Cromwellian Period
- À travers les brisants (Through the Breakers) de D. W. Griffith : At the Ball / At the Club
- The Red Man's View : Conqueror
- Les Spéculateurs (A Corner in Wheat) de D. W. Griffith : On the Floor of the Exchange
- In a Hempen Bag : The Gardener
- A Trap for Santa Claus : In Bar
- In Little Italy de D. W. Griffith : Au bar / au bal
- To Save Her Soul : Backstage at Debut
- The Day After : Party Guest
- Choosing a Husband : Bachelor

#### 1910
- The Dancing Girl of Butte de D. W. Griffith : In Newsroom
- All on Account of the Milk : The Farmhand
- The Call : At Show
- The Last Deal : In Bank
- The Cloister's Touch : At the Palace
- The Woman from Mellon's : In Second Office
- One Night and Then : At the Party
- The Englishman and the Girl de D. W. Griffith : In Store / Member of Dramatic Club
- Taming a Husband : Soldier
- The Newlyweds de D. W. Griffith : On Train
- Les Liens du destin (The Thread of Destiny) : In the Bar
- In Old California : Soldier
- The Converts : A Friend
- The Love of Lady Irma : Rogue
- Faithful : Zeke [Faithful]
- The Twisted Trail : Ranch Hand
- Gold Is Not All : Steve
- Francesca da Rimini : One of Pedro's Men
- As It Is in Life : Owner of a Pigeon Farm (unconfirmed)
- A Rich Revenge : In Store
- The Way of the World : At Dance
- Up a Tree (it) : Victim
- The Gold Seekers : Drunkard
- Love Among the Roses
- Over Silent Paths
- An Affair of Hearts : Monsieur Renay
- Ramona : White exploiter
- A Knot in the Plot : Jim Doyle
- In the Season of Buds : Henry
- The Purgation : One of the Misguided Youths
- A Victim of Jealousy : Milliner
- In the Border States : Union Soldier
- The Face at the Window : At First Club
- Never Again : A Rival Sweetheart
- The Marked Time-Table : In Gambling Hall
- A Child's Impulse (it) : At Train
- A Midnight Cupid : Nick, the Unfortunate One
- What the Daisy Said
- A Child's Faith (it) : Alice's Husband
- A Flash of Light (en) : Wedding Guest
- Serious Sixteen : Among Friends
- As the Bells Rang Out! : A Policeman
- The Call to Arms de D. W. Griffith : A Soldier
- An Arcadian Maid de D. W. Griffith : The Peddlar
- Her Father's Pride : At Poor Farm
- A Salutary Lesson
- The Usurer : H. Ryker, the Usurer
- When We Were in Our Teens : The Butler
- Wilful Peggy : Man at the wedding
- The Modern Prodigal
- Muggsy Becomes a Hero
- The Affair of an Egg : The Waiter
- Little Angels of Luck : (unconfirmed)
- A Mohawk's Way : (unconfirmed)
- A Summer Tragedy : Clarence Topfloor
- Examination Day at School : Student
- The Iconoclast
- A Gold Necklace (it) : Sam
- The Masher
- A Lucky Toothache : Tom
- The Broken Doll : Joe Stevens
- The Passing of a Grouch : Mr. Nelson, the Grouch
- Love in Quarantine : Harold
- The Song of the Wildwood Flute
- Not So Bad as It Seemed : Mr. Young
- Effecting a Cure : Mr. Wilkens
- Happy Jack, a Hero : Happy Jack
- His Wife's Sweethearts : Mr. Jenkins
- After the Ball

#### 1911
- The Italian Barber de D. W. Griffith : Bobby Mack
- His Trust : Union soldier delivering death notice
- His Trust Fulfilled
- Three Sisters
- Priscilla's Engagement Ring de Frank Powell : The Doctor
- Fisher Folks : At Fair
- His Daughter
- A Decree of Destiny (en)
- Comrades : Mack
- Cured de Frank Powell : Happy Jack
- The Spanish Gypsy : Gypsy
- Paradise Lost : Pete
- Misplaced Jealousy : The Man
- Cupid's Joke
- The Country Lovers
- The New Dress
- The Manicure Lady : The Barber
- The White Rose of the Wilds de D. W. Griffith
- Dutch Gold Mine (it) : Hans
- Bearded Youth
- The Ghost : A Crook
- Mr. Peck Goes Calling : Mr. Peck
- The Beautiful Voice
- That Dare Devil : Dan
- The $500 Reward
- The Village Hero : Max
- Too Many Burglars : The Actor Friend
- Mr. Bragg, a Fugitive
- Trailing the Counterfeiter : First Sleuth
- Through His Wife's Picture
- Their First Divorce Case : First Sleuth
- Caught with the Goods : First Sleuth

#### 1912
- Did Mother Get Her Wish?
- The Fatal Chocolate : Zeke
- A Message from the Moon : The Old Astronomer's Daughter's Sweetheart
- A String of Pearls : The Musician
- A Spanish Dilemma : Carlos, Jose's Brother
- Hot Stuff : Hank Hawkins
- Those Hicksville Boys : Stage Manager
- Their First Kidnapping Case : First Sleuth
- The Brave Hunter : The Brave Hunter
- The Furs
- Helen's Marriage : Film Director
- Tomboy Bessie : Andrew
- The New Baby
- Man's Genesis
- The Speed Demon
- The Would Be Shriner : Hank Hopkins
- What the Doctor Ordered : Jenks
- The Tourists
- La Sirène : Mack
- Stolen Glory
- Pedro's Dilemma
- Ambitious Butler
- At Coney Island
- At It Again : Sack Mennet
- A Temperamental Husband
- The Rivals
- Mr. Fix-It (it)
- A Bear Escape (it)
- Pat's Day Off (it)
- Le Chapeau de New York (The New York Hat) de D. W. Griffith (court-métrage) - non crédité
- A Family Mixup
- Hoffmeyer's Legacy (en)
- The Duel

#### 1913
- His Ups and Downs
- How Hiram Won Out (it)
- The Mistaken Masher (it)
- The Elite Ball (it)
- Just Brown's Luck (it)
- The Stolen Purse (it)
- Mabel's Heroes (it)
- A Landlord's Troubles (it)
- The Sleuths at the Floral Parade (it)
- A Strong Revenge
- The Sleuth's Last Stand (it)
- The Rube and the Baron
- At Twelve O'Clock
- Her New Beau
- Those Good Old Days
- Murphy's I.O.U. : Policeman
- Their First Execution
- Mabel's Awful Mistakes (en)
- Out and In
- Barney Oldfield's Race for a Life : Mabel's Boyfriend
- The Hansom Driver
- Peeping Pete : Pete
- His Crooked Career
- Mabel au fond de l'eau (A Noise from the Deep)
- A Game of Pool
- The Firebugs
- Mabel's Dramatic Career : Mack
- Love Sickness at Sea

#### 1914-1932
- 1914 : Mabel et l'ours brun (Mabel's Bear Escape) de Mabel Normand et George Nichols
- 1914 : Mack at It Again de Mack Sennett : Mack
- 1914 : Mabel au volant (Mabel at the Wheel) de Mabel Normand et Mack Sennett : Reporter
- 1914 : Madame Charlot (A Busy Day) de Mack Sennett : Director
- 1914 : Le Maillet de Charlot (The Fatal Mallet) de Mack Sennett : le deuxième prétendant
- 1914 : Charlot et Fatty dans le ring (The Knockout) de Charles Avery : Man outside arena
- 1914 : Charlot et les Saucisses (Mabel's Busy Day) de Mack Sennett : Un client de Mabel
- 1914 : Charlot garçon de théâtre (The Property Man) de Charles Chaplin : Spectateur au premier rang
- 1914 : A New York Girl de Mack Sennett
- 1914 : Une espièglerie de Mabel (Mabel's Latest Prank) de Mack Sennett
- 1914 : His Talented Wife
- 1915 : Cœurs et planètes (Hearts and Planets) de Walter Wright
- 1915 : Mabel institutrice de Mack Sennett : Grand étudiant
- 1915 : Le Nouveau valet (My Valet) de Mack Sennett : le valet de John
- 1915 : Le Couturier flirte (Stolen Magic) de Mack Sennett
- 1915 : Fatty and the Broadway Stars
- 1916 : Une audience orageuse (The Judge) de F. Richard Jones
- 1916 : Cure de neige (The Snow Cure) d'Arvid E. Gillstrom
- 1922 : Oh, Mabel Behave de Mack Sennett & Ford Sterling : Blaa Blaa
- 1924 : Un gosse à Hollywood (The Hollywood Kid) de Roy Del Ruth
- 1924 : Battement d’ailes (Flickering Youth) d'Erle C. Kenton
- 1932 : Man-Eating Sharks

### Comme scénariste
- 1908 : Monday Morning in a Coney Island Police Court
- 1909 : The Curtain Pole de D. W. Griffith
- 1909 : Trying to Get Arrested
- 1909 : La Villa solitaire (The Lonely Villa)
- 1910 : The Masher
- 1911 : La Télégraphiste de Lonedale (The Lonedale Operator)
- 1914 : Charlot danseur (Tango Tangles)
- 1914 : The Fatal Mallet
- 1914 : Dough and Dynamite
- 1914 : Le Roman comique de Charlot et Lolotte (Tillie's Punctured Romance)
- 1915 : Gussle's Backward Way
- 1915 : Le Sous-marin pirate (A Submarine Pirate) de Charles Avery et Syd Chaplin
- 1915 : His Father's Footsteps
- 1916 : His Pride and Shame
- 1917 : Un automate très autonome (A Clever Dummy)
- 1917 : Lost: A Cook
- 1917 : Casimir et les lions (Roping Her Romeo)
- 1918 : Philomène, fille de salle (The Kitchen Lady)
- 1918 : Sheriff Nell's Tussle
- 1918 : Hide and Seek, Detectives
- 1919 : Cupid's Day Off
- 1919 : East Lynne with Variations
- 1919 : The Little Widow
- 1919 : No Mother to Guide Him
- 1919 : Hearts and Flowers
- 1920 : Un mariage mouvementé (Down on the Farm)
- 1920 : By Golly!
- 1921 : A Small Town Idol
- 1921 : Call a Cop
- 1921 : Bright Eyes
- 1922 : Fiancé malgré lui (The Crossroads of New York) de F. Richard Jones
- 1923 : Suzanna
- 1923 : The Shriek of Araby
- 1923 : The Daredevil
- 1925 : Bashful Jim
- 1925 : The Beloved Bozo
- 1925 : Cold Turkey
- 1925 : Love and Kisses
- 1926 : A Prodigal Bridegroom
- 1926 : A Love Sundae
- 1926 : The Ghost of Folly
- 1926 : When a Man's a Prince
- 1926 : Flirty Four-Flushers
- 1927 : The Pride of Pikeville
- 1927 : The Jolly Jilter
- 1928 : The Good-Bye Kiss
- 1932 : Courting Trouble
- 1932 : False Impressions
- 1932 : Bring 'Em Back Sober
- 1932 : Hypnotized

## Distinctions
Sauf indication contraire, les informations mentionnées dans cette section peuvent être confirmées par la base de données cinématographiques IMDb,  présente dans la section « Liens externes ».
- Oscars 1932 :
  - Oscar du meilleur court métrage en prises de vues réelles dans la catégorie « Nouveauté » pour Wrestling Swordfish (comme producteur)
  - nomination pour l'Oscar du meilleur court métrage en prises de vues réelles dans la catégorie « Comédie » pour The Loud Mouth (comme producteur)
- Oscars 1938 : Oscar d'honneur
- 1960 : étoile sur la Hollywood Walk of Fame (située au 6710 Hollywood Boulevard)
- 2004 : étoile sur l'Allée des célébrités canadiennes[8]

### Vidéothèque
Mack Sennett, Le Roi de la Comédie, Lobster Films, 2016, coffret DVD Kings Of Comedy (films de Mack Sennett, Harry Langdon, Larry Semon, Harold Lloyd, Snub Pollard).